# Alférez provisional
Alférez provisional es un antiguo rango militar propio de España. Fue creado durante la guerra civil española, en la zona franquista, con el objetivo de suplir la falta de oficiales que entonces existía. Se les denominaba «provisionales» porque solo ostentarían esta graduación mientras durase la guerra.

## Historia
La figura del alférez provisional fue creada en septiembre de 1936 por el decreto n.º 94 de la Junta de Defensa Nacional, como una solución a la escasez de oficiales en el seno de las fuerzas armadas sublevadas y también a la necesidad de nuevos oficiales para las unidades militares de nuevo cuño que iban surgiendo. Al parecer habrían surgido a partir de una idea del general Emilio Mola. Aquellos que aspirasen a ser alféreces provisionales debían tener entre 20 y 30 años, y poseer el título de bachillerato.
También se habilitó a los miembros del cuerpo de suboficiales para ingresar en los alféreces provisionales. Muchos antiguos combatientes de las milicias falangistas y carlistas también ingresarían en los alféreces. Por diversos puntos de la zona sublevada se crearon centros de instrucción para los aspirantes al nuevo rango militar. A lo largo de la contienda de las academias salieron más de 28 000-30 000 alféreces provisionales, de los cuales cerca de 3000 morirían en combate. La media de edad entre los alféreces era de 21 años y en un 50 % eran estudiantes universitarios. Además de la preparación militar, también recibían una formación política, religiosa y moral.
El símbolo identificativo que empleaban era una estrella dorada de seis puntas —diseñada por el general Luis Orgaz— sobre un «parche» negro.
Tras el final de la guerra muchos de los alféreces provisionales abandonaron las armas y regresaron a la vida civil; no obstante, otros continuaron la carrera militar. Este fue el caso de 8000 alféreces que tras la contienda se convirtieron en tenientes provisionales y otros 500 alféreces que se convirtieron en capitanes. En 1958 se constituyó en Madrid la Hermandad de Alféreces Provisionales, que a la postre sería la organización de excombatientes franquistas de mayor influencia.

## Homenajes

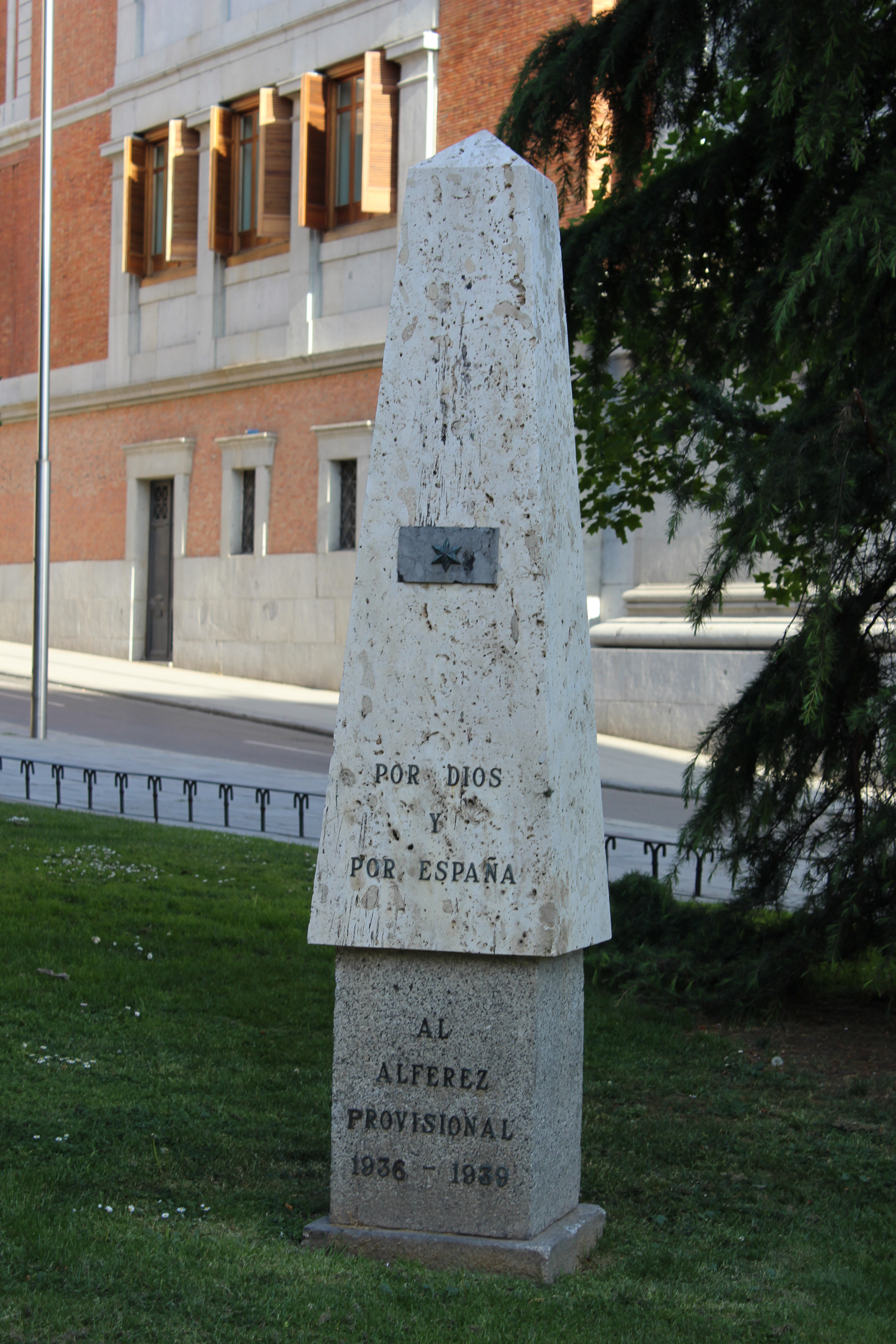
Monumento al alférez provisional, en Madrid.

El 23 de mayo de 1965 se erigió en Madrid un modesto monumento «al Alférez provisional» en una ceremonia en la que estuvo presente el ministro de Comercio Alberto Ullastres. Está situado entre las calles Méndez Núñez y Felipe IV, junto a la fachada oeste del Casón del Buen Retiro, en el barrio de Jerónimos (distrito de Retiro).

## Polémica
El 1 de febrero de 2016, Celia Mayer, la entonces delegada del Área de Cultura y Deportes del Ayuntamiento de Madrid, ordenó retirar el monolito al Alférez Provisional en cumplimiento con la Ley de Memoria Histórica sin comunicárselo a la Comisión de Patrimonio del Ayuntamiento y a la Dirección General de Patrimonio de la Comunidad de Madrid, tal y como obligan la ley y la normativa municipal al ser un monumento protegido por haberse erigido en una zona declarada Bien de Interés Cultural. Dos semanas después, el 18 de febrero de ese mismo año, la entonces alcaldesa de Madrid Manuela Carmena mandó reponer el monumento en las mismas condiciones en que estaba. El 18 de noviembre de 2016, Mayer fue citada en los juzgados de plaza de Castilla en calidad de investigada por prevaricación, como consecuencia de una querella interpuesta por la Fundación Nacional Francisco Franco. Sin embargo, la querella contra Mayer fue finalmente archivada el 17 de julio de 2017, cuando Carmena ya le había retirado las competencias sobre Memoria Histórica.